# Kleinkunstbühne Hin und Wider
Die Kleinkunstbühne Hin & Wider im Theatercafé wurde im Jahr 1986 in Graz etabliert.

## Geschichte
Am 17. Februar 1983 spielte das „Cabaret Gimpel“ – Werner Haber, Hubert Paar, Fritz Schicho, Herbie Trummler und Winfried „Gloggi“ Vollmann – sein drittes Programm „Kopf hoch – das Wasser steigt“ erstmals im Theatercafé und begründete damit eine Kleinkunstbühne ebendort. Zuvor gab es bereits Lesungen und ähnliche Kulturveranstaltungen in diesem Grazer Künstlertreff, aber ab diesem Zeitpunkt wurde das Theatercafé zu einem Kabarett- und Kleinkunsttreffpunkt und bald schon zu einem Fixpunkt der österreichischen Kabarettszene. Zuerst sollte nur das „Cabaret Gimpel“ als Hauskabarettgruppe das neue „Cabaret-Café“ bespielen, jedoch wollten sich im Zuge des aufkommenden Kabarettbooms auch andere Kleinkünstler und Kabarettisten hier präsentieren und so übernahmen Herbie Trummler die künstlerische und organisatorische und Charly Moor (der Techniker des „Cabaret Gimpel“) die technische Leitung. Dieter Slanz, der Eigentümer des Theatercafés, stellte das Lokal für Abendveranstaltungen zur Verfügung – und das Ganze nannte sich programmatisch „Kleinkunst im Theatercafé“. Im Jahr 1984 gab es bereits 89 unterschiedlichste Vorstellungen – Lesungen, Travestie, Kabarett, Theater und Liederabende.
Im Unterschied zu anderen Kabarettveranstaltungslokalen waren und sind Gastronomie und Veranstaltungsbetrieb organisatorisch und personell getrennt, aber natürlich symbiotisch verbunden. Und eine zweite Besonderheit: Die Bühne musste jahrelang vor den Vorstellungen aufgebaut und nach den Vorstellungen abgebaut werden, damit dort wieder Kaffeehaustische Platz fanden. Noch immer aber muss der inzwischen längst denkmalgeschützte Raum des 1885 eröffneten Kaffeehauses in einen Veranstaltungsraum verwandelt und nach den Vorstellungen wieder rückgebaut werden. Die Künstlergarderobe ist in der ehemaligen kleinen Bar untergebracht, der Techniker sitzt im umgebauten Zwischenraum einer Doppeltür, in die das Beleuchterfenster eingebaut wurde und die Abendkassa befindet sich im Treppenhaus.
1986 wurde der „Verein zur Förderung der Kleinkunst“ als Rechtsträger für die Bühne gegründet, der auch heute noch die Kleinkunstbühne betreibt. Im selben Jahr erscheint auch erstmals ein Programmheft unter dem nun neuen Namen Kleinkunstbühne Hin & Wider im Theatercafé. 1987 fand hier erstmals der „Grazer Kleinkunstwettbewerb“, besser bekannt unter dem Namen Grazer Kleinkunstvogel, statt, ein bis heute renommierter Nachwuchswettbewerb, den seit Jahren Simon Pichler betreut. Aber nicht nur durch diesen Preis machte sich „Hin & Wider“ im Lauf der Zeit einen Namen als Nachwuchsbühne, auf der heutige Stars wie Josef Hader, Andreas Vitásek, Leo Lukas, Simon Pichler, Thomas Maurer, Martin Puntigam, Mike Supancic, Thomas Stipsits, Klaus Eckel oder Paul Pizzera ihre ersten künstlerischen Schritte wagten.
Der „Verein zur Förderung der Kleinkunst“ tritt aber auch außerhalb seines angestammten Hauses als Veranstalter in Erscheinung, so beispielsweise 1988 und 1990 bei den Sommerveranstaltungen im Grazer Messegelände (unter dem Titel „Kabarett im Messeschloß“) oder 1991 auf der Kasemattenbühne des Grazer Schlossbergs. 1990 betrieb man zusätzlich noch eine zweite Spielstätte am Glacis, die „Kleinkunstbühne in der Grünen Spinne“; und seit Jahren gehen die Verantwortlichen von „Hin & Wider“ mit größeren Veranstaltungen ins Orpheum Graz.
Die Organisation der Veranstaltungen wurde bis 1994 ehrenamtlich von Vereinsmitgliedern durchgeführt. Ab der Spielzeit 1994/95 leitete Iris Fink als angestellte Geschäftsführerin die Bühne, 1999 übernahmen Tanja Baumgartinger, die nunmehr seit 2008 das Theatercafé betreibt, und Manfred Koch die Kleinkunstbühne, die 100 Leuten Platz bietet.